# Tounfalis
Tounfalis (auch: Tounfaliz) ist ein Dorf in der Stadtgemeinde Filingué in Niger.

## Geographie
Tounfalis liegt im Trockental Dallol Bosso und ist ein südlicher Vorort von Filingué, der Hauptstadt des gleichnamigen Departements Filingué in der Region Tillabéri. Zu den ländlichen Siedlungen in der Umgebung von Tounfalis zählen Takawat I und Takawat II im Südosten sowie Gao Sabon Gari und Gao Tsohon Gari im Süden.
Es herrscht das Klima der Sahelzone vor, mit einer durchschnittlichen jährlichen Niederschlagsmenge zwischen 300 und 400 mm. Tounfalis ist Teil einer etwa 70.000 Hektar großen Important Bird Area, die unter der Bezeichnung Dallol Boboye den mittleren Abschnitt des Dallol Bosso vom Stadtzentrum von Filingué bis circa 15 Kilometer südlich von Balleyara umfasst.

## Geschichte
Tounfalis wurde wie Filingué in der zweiten Hälfte des 19. Jahrhunderts gegründet. Die Orte lagen am nördlichen Rand des Siedlungsgebiets der sesshaften Bevölkerung, die regelmäßig von Raubzügen der nomadischen Bevölkerung aus dem Norden heimgesucht wurde. Die Lage beider Orte am Fuß einer Felswand am Rand des Dallol Bosso begünstigte ihre Verteidigung. Während der Hungersnot Ize-Neere, die von 1900 bis 1903 dauerte, wurden Tounfalis und Filingué mehr in die Mitte des Dallol Bosso versetzt, der zuvor noch von dichter und unwirtlicher Vegetation geprägt gewesen war, ohne dass von den ursprünglichen Standorten der beiden Siedlungen Reste erhalten blieben.

## Bevölkerung
Bei der Volkszählung 2012 hatte Tounfalis 3359 Einwohner, die in 490 Haushalten lebten. Bei der Volkszählung 2001 betrug die Einwohnerzahl 2872 in 381 Haushalten und bei der Volkszählung 1988 belief sich die Einwohnerzahl auf 3230 in 456 Haushalten.

## Wirtschaft und Infrastruktur
Der Gemüseanbau wurde nach der Dürre von 1984 eingeführt, um die Abhängigkeit von Getreide zu verringern. Es gibt mehrere Schulen im Dorf. Durch Tounfalis verläuft die 868 Kilometer lange Nationalstraße 25 zwischen den Städten Niamey und Agadez. Die Straße ist in diesem Abschnitt asphaltiert.

## Persönlichkeiten
- Dogo Mayaki (* 1953), Schriftsteller